# Augusta (agnomen)

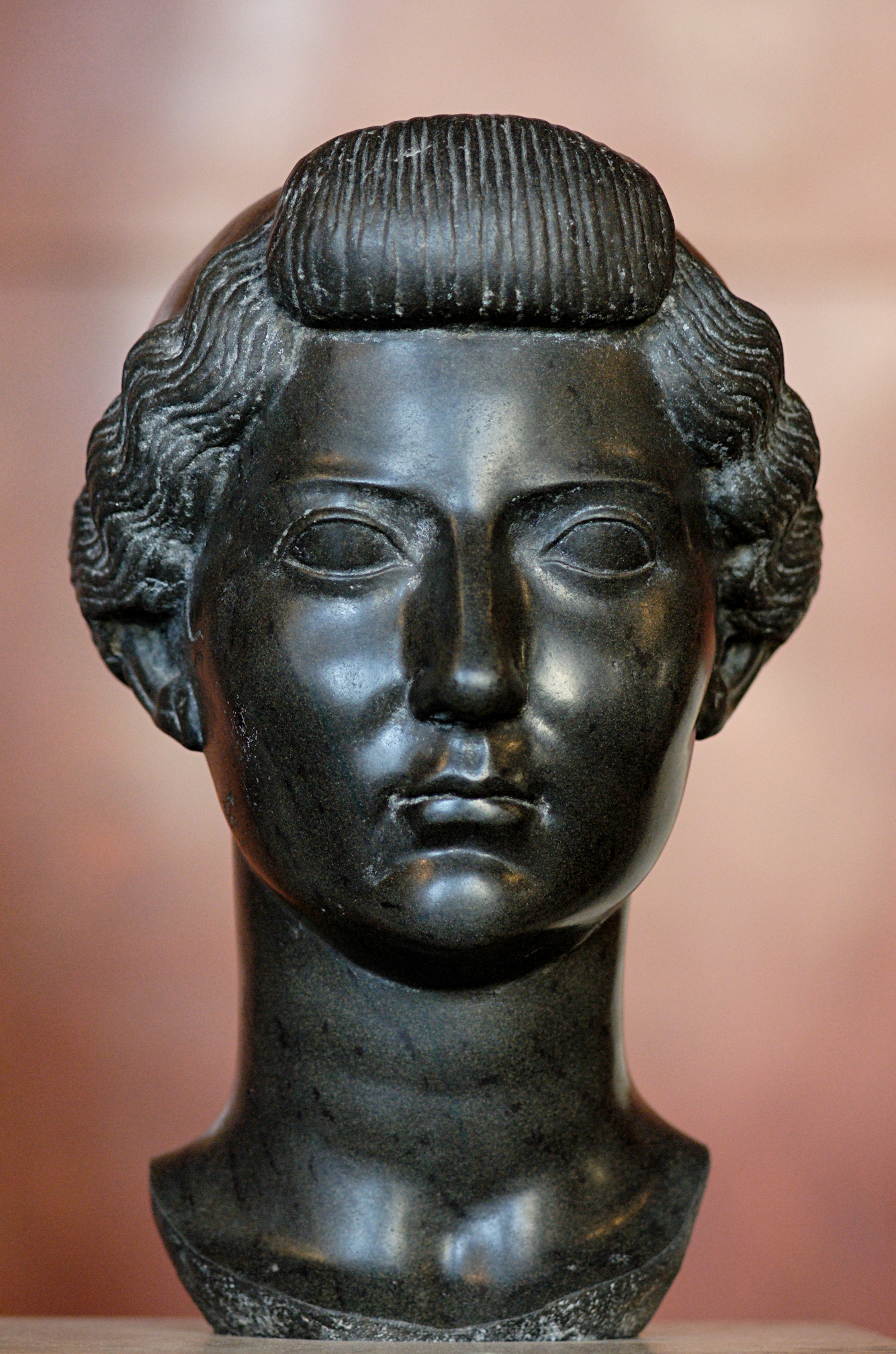
Livia Drusilla

Augusta ("verhevene") was het agnomen dat in 14 bij testament werd toegekend aan Livia Drusilla door haar overleden echtgenoot Imperator Caesar Augustus, waarna zij als Julia Augusta bekend werd.
Later zouden de echtgenotes (en soms de moeders) van de keizer van Rome deze prestigieuze erenaam (mits toelating van de heersende keizer) overnemen: deze keizers zelf kregen de mannelijke vorm van deze agnomen ("Augustus") bij hun troonsbestijging automatisch toegekend.
De naam "Augusta" verkrijgen stond zo goed als gelijk met een aanstaande vergoddelijking, en werd dus erg begeerd. Dit vergrootte het aanzien van een levende keizerin of keizerin-moeder, waardoor het haar doorgaans gemakkelijker werd te wegen op het beleid.
Agrippina de Jongere bijvoorbeeld, echtgenote van keizer Claudius en moeder van keizer Nero, verkreeg dit recht tijdens het bestuur van Keizer Claudius. Tijdens diens leven vergrootte dat haar aanzien inderdaad. Nadat zij haar man, de regerende keizer, om het leven had gebracht om haar zoon Nero op de troon te krijgen, bleef zij slechts korte tijd invloedrijk. Haar zoon, de nieuwe keizer, wilde zich al snel van haar invloed (die, naar men meent, erotisch geladen was) ontdoen. Hij zonderde haar af en zou daarna verantwoordelijk geweest zijn voor haar dood.